# Gottfried Kramer
Gottfried Kramer (* 3. August 1925 in Rowe, Kreis Stolp; † 30. Juni 1994 in Hamburg) war ein deutscher Schauspieler, Synchron- und Hörspielsprecher.

## Leben und Wirken
Seine Schauspielausbildung absolvierte er bei Eduard Marks an der staatlichen Hochschule für Musik und Theater in Hamburg. Zuvor war Kramer zunächst als Vorschullehrer in Worpswede tätig. Sein Schauspieldebüt gab er in Schleswig.
Gottfried Kramer trat in den 1960er Jahren in TV-Serien wie Gestatten, mein Name ist Cox und Hafenkrankenhaus auf.
Es folgten eine kleinere Rolle in dem Mehrteiler Die Gentlemen bitten zur Kasse, in dem Spielfilm Perrak sowie in den Fernsehserien Tatort und Onkel Bräsig. In weiteren diversen Fernsehfilmen hatte Kramer zumeist kleinere, eher unbedeutende Rollen.

### Filmografie (Auswahl)
- 1962: Verrat auf Befehl – Deutscher Passbeamter (uncredited)
- 1964: Polizeirevier Davidswache – Schläger (uncredited)
- 1964: Vorsicht Falle! – Ehrenbuchvertreter / Kieler Gaunerstück / Wechselstrenge / Experiment: Päckchennachzahlung
- 1964: Furcht und Elend des Dritten Reiches – Arbeiter (Fernsehserie nach Bertolt Brecht)
- 1965: Ein Tag – Bericht aus einem deutschen Konzentrationslager 1939 (Fernsehfilm)
- 1965: Gestatten, mein Name ist Cox – Das vierte Manuskript (Fernsehserie)
- 1965: Wovon die Menschen leben – Der Diener (Fernsehfilm nach Lew Tolstoi)
- 1965: Mach's Beste draus – Junger Mann auf Silvesterfeier (Fernsehspiel)
- 1966: Die Gentlemen bitten zur Kasse – Dritter Teil (Miniserie)
- 1966: Cliff Dexter – Die herrenlose Dogge (Fernsehserie)
- 1966: Die rote Geldbörse – Fred (Fernsehfilm)
- 1966: Der Bildersturm – Karl (Kurzfilm)
- 1966: Jegor Bulytschow und andere (Fernsehfilm nach Maxim Gorki)
- 1967: Antitoxin (Fernsehfilm)
- 1967: Dreizehn Briefe – Franz Mielke (Mord im Stadtpark, Fernsehserie)
- 1967: Zuchthaus – Henkel (Fernsehfilm)
- 1967: Ein Fall für Titus Bunge – Juwelenräuber (Der Millionencoup, Fernsehserie)
- 1967: Gammlerballade – Bürgermeister (Kurzfilm)
- 1967: Wir feiern im voraus – Er selbst (Fernsehfilm)
- 1967–1970: Polizeifunk ruft (Fernsehserie)
  - 1967: Zwei Promille
  - 1968: Begegnung in Paris
  - 1969: Augenzeuge gesucht – Paul
  - 1970: Kerzen im Stroh
- 1968: Über den Gehorsam. Szenen aus Deutschland, wo die Unterwerfung des eigenen Willens unter einen fremden als Tugend gilt – 8. Arbeiter
- 1968: Hafenkrankenhaus – Augenzeuge (Der Vierkaräter, Fernsehserie)
- 1969: Goldene Städte – Brian Cambridge (Fernsehfilm)
- 1969: Die Räuber – Razmann (Fernsehfilm nach Friedrich Schiller)
- 1970: Ein Jahr mit Sonntag (Fernsehserie)
- 1970: Gezeiten (Fernsehfilm)
- 1970: Perrak – Schrotthändler (uncredited)
- 1970: Gedenktag – Krümel (Fernsehfilm)
- 1970: Die Ernte von My Lai – Erzähler (Fernsehfilm)
- 1970: Industrielandschaft mit Einzelhändlern – Fleischer (Fernsehfilm)
- 1971: Leiche gesucht – Sorell (Fernsehfilm)
- 1971: Im Fahrwasser – Karsten Hansen (Fernsehfilm)
- 1971: Hamburg Transit (Fernsehserie)
  - 1971: Der Tod im Koffer
  - 1973: Der Auflieger – Höhne
- 1972: Land – Lex, Vertreter (Fernsehfilm)
- 1972: Einmal im Leben – Geschichte eines Eigenheims – Dritter Teil, Malermeister (Fernsehserie)
- 1972: Das Kurheim – Der Rosenkavalier (Fernsehserie)
- 1972: Agent aus der Retorte – Lieutenant Taylor (Fernsehfilm)
- 1972: Viola und Sebastian – Andreas Bleichenwang
- 1973: Bauern, Bonzen und Bomben – Der Gerichtstag, Vollstreckungsbeamter Kalübbe (Miniserie nach Hans Fallada)
- 1973: Der Edison von Schöneberg – Seyller (Fernsehfilm)
- 1973–1974: Tatort – Krimireihe
  - 1973: Ein ganz gewöhnlicher Mord – Zweiter Offizier (uncredited)
  - 1974: Kneipenbekanntschaft – Peter Jacon
- 1974: Die Verrohung des Franz Blum – Betriebsleiter
- 1974: Der Lord von Barmbeck
- 1974: Im Auftrag von Madame – Wackelkontakt, Bob (Fernsehserie, uncredited)
- 1975: Die Gewehre der Frau Carrar – Pedro (Fernsehfilm nach Bertolt Brecht)
- 1975: PS - Geschichten ums Auto – Das Urteil (Fernsehserie)
- 1975: Eurogang – Ein Wagen voll Madonnen (Fernsehserie)
- 1975: Die schöne Marianne – Finkel will sterben (Fernsehserie)
- 1975: Das Messer im Rücken – Schöffe
- 1976: Hans und Heinz Kirch – Hans Kirch (Fernsehfilm nach Theodor Storm)
- 1977: Die Dämonen
- 1979: Trilogie 1848 - Der Galgensteiger – Kasimir Pfipfer (Fernsehfilm)
- 1980: Onkel Bräsig – Die drei Bräute (Fernsehserie)
- 1980: St. Pauli-Landungsbrücken – Ziehharmonikajule (Fernsehserie)
- 1981: Der Fuchs von Övelgönne (Fernsehserie) – Erste Fahrt der UX-3
- 1981: Zum Blauen Bock – Der blaue Bock aus Bischofsheim (Unterhaltungsshow)
- 1982: Unheimliche Geschichten – Besuch aus dem Jenseits, Meinhard Lassen (Fernsehserie)
- 1982: Die Pawlaks – Eine Geschichte aus dem Ruhrgebiet – Jesuitenpater (Fernsehserie)
  - 1982: Vierter Teil
  - 1982: Siebter Teil
- 1985: Tegtmeier – Gift und Galle, Eugen Dulstberg (Fernsehserie)
- 1986: Detektivbüro Roth – Kunsthandel, Osborn (Fernsehserie)
- 1986: Engels & Consorten (Fernsehserie)
- 1987: Der Landarzt – Unterlassene Hilfeleistung, Richter (Fernsehserie)
- 1988: Querschnitt – Rückkehr der Seuchen?, Edward Jenner (Wissenschaftssendung)
- 1991: Zwei Münchner in Hamburg – Ein Geschäft ohne Risiko, Heller (Fernsehserie)

## Synchronsprecher
Kramer hatte eine sehr markante Reibeisenstimme, die zu seinem Markenzeichen wurde. So wurde er beispielsweise als die Stimme von Oskar in der Sesamstraße bekannt. Er sprach auch verschiedene Rollen in den amerikanischen SciFi-Serien Der Sechs-Millionen-Dollar-Mann und Die Sieben-Millionen-Dollar-Frau. Ebenfalls hat er die Zeichentrickserie Piggeldy und Frederick, die gelegentlich als Geschichte im Sandmännchen ausgestrahlt wird, synchronisiert, in der er beide Figuren und den Erzähler spricht. Zu seinen weiteren wichtigsten Synchronarbeiten zählen:
Burt Lancaster
- 1974: als Jim Slade in Der Mitternachtsmann
- 1980: als Lou Pascal in Atlantic City, USA
- 1983: als Maxwell in Das Osterman Weekend

Humphrey Bogart
- 1937: als Hugh "Baby Face" Martin in Sackgasse
- 1977: als George Hally in Die wilden Zwanziger

Marlon Brando
- 1972: als Don Vito Corleone in Der Pate
- 1979: als Colonel Walter E. Kurtz in Apocalypse Now

F. Murray Abraham
- 1984: als Antonio Salieri in Amadeus
- 1986: als Bernardo Gui in Der Name der Rose

William Daniels
- 1982–1986: als K.I.T.T. in Knight Rider
- 1991: als K.I.T.T. in Knight Rider 2000

Pat Hingle
- 1988: als Senator Hill in Der Sechs-Millionen-Dollar-Mann
- 1993: als Sheriff Horace Smyvie in Unglaubliche Geschichten

### Filme (Auswahl)
- 1973: Anthony Quinn als Don Angelo DiMorra in Der Don ist tot
- 1974: Lorne Greene als Sam Royce in Erdbeben
- 1982: James Baskett als Onkel Remus in Onkel Remus’ Wunderland
- 1990: Al Pacino als Michael Corleone in Der Pate III

### Serien (Auswahl)
- 1971: Malachi Throne als Hira Singh in Time Tunnel
- 1974–1979: Stuart Margolin als Angel in Rockford
- 1983: Wagner – Das Leben und Werk Richard Wagners (Erzähler)
- 1984–1989: Miami Vice (Verschiedene Charaktere)
- 1984: Ernest Borgnine als Earl Gianelli/"Mr. White Death" in Magnum
- 1989: Alfred J. Kwak als Kapitän Stoppel
- 1989: Baghira in UFA’s Dschungelbuch
- 1992: Charlton Heston als Captain Haynes in Katastrophenflug 232

## Hörspielsprecher
- 1964: Statistik – Regie: Hans Rosenhauer
- 1965: Das Geisterschiff in der Dagger Bucht – Regie: Otto Kurth
- 1965: Diamanten machen Freude – Autor und Regie: Harald Vock
- 1965: Der Drachentöter – Regie: Hans Bernd Müller
- 1966: Philoktet (nach Sophokles) – Regie: Fritz Schröder-Jahn
- 1966: Die Enttäuschung (nach Siegfried Lenz) – Regie: Fritz Schröder-Jahn
- 1967: Telefonseelsorge – Regie: Jiri Horcicka
- 1967: Der Bräutigam – Regie: Fritz Schröder-Jahn
- 1967: Das wilde Auge – Regie: Heinz Hostnig
- 1967: Die Geschworenen – Regie: Hans Rosenhauer
- 1967: Pastorale 67 (von Otto Heinrich Kühner) – Regie: Fritz Schröder-Jahn
- 1967: Tod und Leben auf Severinisch – Regie: Heinz von Cramer
- 1968: Forbush und die Pinguine – Regie: Hans Rosenhauer
- 1970: Unternehmen Tick-Tack – Regie: Hans Rosenhauer
- 1970: Ohne Ende – Regie: Fritz Schröder-Jahn
- 1971: Das Attentat auf das Pferd des Brasilianers Joao Candia Bertoza – Regie: Fritz Schröder-Jahn
- 1976: Oma Berne packt aus oder So, mein Junge, nun weißt du das auch mal – Regie: Hans Rosenhauer
- 1979: Schafskopfhörer – Regie: Heinz Hostnig
- 1980: Große Erwartungen (Dreiteiler nach Charles Dickens) – Regie: Hans Rosenhauer
- 1981: Kleine Freiheit oder Kiez – Regie: Gerlach Fiedler
- 1981: Eine Weihnachtserinnerung (nach Truman Capote) – Regie: Hans Rosenhauer
- 1985: Konversation im Luftraum – Regie: Günter Bommert
- 1986: Der Keksgigant – Autor und Regie: Ursula Krechel
- 1989: Im Moos – Regie: Stephan Schwartz
- 1994: Be my brain – Autor und Regie: Albrecht Kunze

Durch seine markante Stimme arbeitete er viel für das Hamburger Plattenlabel Europa. Zu seinen größten Rollen gehörte die des Kapitän Haddock in der Serie Tim und Struppi, welche allerdings bei Maritim erschien. Außerdem übernahm er bei Kolumbus und Sohn (ebenfalls bei Maritim erschienen) die Rolle des Erzählers. Er hatte viele weitere Rollen in diversen Hörspielserien, so z. B. in:
- Die drei ??? (Java-Jim)
- TKKG
- Commander Perkins
- Perry Rhodan
- Fünf Freunde
- Sindbad der Seefahrer
- Alfred J. Kwak
- Burg Schreckenstein
- Masters of the Universe (Mer-Man)
- Flash Gordon
- BraveStarr
- Larry Brent
- Macabros
- Tim und Struppi (Kapitän Haddock)
- Die Hexe Schrumpeldei
- Edgar Wallace
- Defenders of the Earth
- Der geheimnisvolle Graf
- Die Gruselserie (H. G. Francis)

## Andere Aktivitäten
1989 lieh Kramer dem Musikprojekt Der Komtur seine Stimme. In dem Techno-Song rezitierte er Textpassagen aus dem Werk Die schwarze Spinne von Jeremias Gotthelf.
Er lieh seine Stimme auch für die größte mobile Wildwasserbahn der Welt. Noch heute, knapp dreißig Jahre nach seinem Tod, kann man seine Stimme zur Begrüßung auf diversen Jahrmärkten hören. So begrüßt er auch im Heide-Park Soltau als Papagei Cora die Gäste an der „Wichtelhausenbahn“ und spricht Wumbo im dortigen elektronischen Vogeltheater (Tonlage der Stimme wurde hier etwas höher geregelt).

## Tod
Am 30. Mai 1994 beging der stets zurückgezogen lebende Gottfried Kramer im Alter von 68 Jahren Suizid, da er den Tod seiner Frau Johanna nicht verwinden konnte. Er erhielt eine Seebestattung.